# Хелм (ветар)
Хелм је врста ветра који дува на Британским острвима. Фенског је карактера, дува са планинских врхова, из правца североистока. Најизразитији је у источном делу Енглеске.